# GoodReader
GoodReader је iOS апликација која се користи за преглед докумената у различитим форматима, укључујући .doc, .pdf, и .xls. Развила га је Good.iWare Ltd., компанија коју је основао Јури Селукоф, руски програмер. Апликација кошта US$4.99 за iPad верзију.